# ای‌این
ای‌این (به ژاپنی: 永仁 Einin)؛ نام یک عصر تاریخی ژاپنی (نِنگُو) بود. این عصر بعد از شوئو (دوره کاماکورا) و قبل از شوآن (دوره) قرار داشت و از اوت ۱۲۹۳ تا آوریل ۱۲۹۹ میلادی به طول انجامید. در طی این عصر امپراتور فوشیمی و سپس امپراتور گو-فوشیمی امپراتوران ژاپن بودند.